# Le Pin (Charente-Maritime)
Le Pin település Franciaországban, Charente-Maritime megyében. Lakosainak száma 71 fő (2022. január 1.). Le Pin Chantillac, Chatenet és Mérignac községekkel határos.

## Népesség
A település népességének változása:
| Lakosok száma | 86   | 66   | 60   | 73   | 80   | 83   | 80   | 75   | 74   | 71   |
|               | 1968 | 1982 | 1990 | 2006 | 2013 | 2015 | 2017 | 2019 | 2020 | 2022 |